# Sama Airlines
Sama Airlines (Arabisch: طيران سما) was een Saoedi-Arabische luchtvaartmaatschappij met haar thuisbasis in Jeddah.
Sama Airlines is opgericht in 2006 door Investments Enterprise van prins Bandar en Mango Partners uit het Verenigd Koninkrijk.

## Bestemmingen
Sama Airlines voert lijnvluchten uit naar: (juli 2007)
- Abha, Dammam, Jeddah, Jizan, Medina, Riyad.

## Vloot
De vloot van Sama Airlines bestaat uit: (september 2007)
- 4 Boeing 737-300